# Trsek
Trsek este o localitate din comuna Koper, Slovenia, cu o populație de 54 de locuitori.